# Zach Woods
Zach Woods (ur. 25 września 1984 w Trenton) – amerykański aktor filmowy i telewizyjny, a także komik. Znany głównie z występów w serialach komediowych Biuro i Dolina Krzemowa.

## Życiorys
Urodził się w rodzinie amerykańskich Żydów. Wychowywał się w Pensylwanii, ukończył studia na New York University. Zaczął występować w Upright Citizens Brigade Theatre, wchodził w skład grupy komediowej The Stepfathers. Pracował również jako nauczyciel w zakresie teatru improwizowanego. W 2010 wystąpił w reklamie jednego z produktów Wrigley Company.
Zaczął regularnie grać w produkcjach telewizyjnych i kinowych. Wystąpił m.in. w takich filmach jak Policja zastępcza, Gorący towar, Agentka i Ghostbusters: Pogromcy duchów. W 2010 dołączył do obsady serialu komediowego Biuro w roli Gabe’a Lewisa, do 2013 zagrał w ponad 50 odcinkach tej produkcji, awansując do jej głównej obsady. W 2014 wcielił się w Donalda „Jareda” Dunna, jedną z głównych postaci sitcomu Dolina Krzemowa.

## Filmografia
- 2004: Terrorists
- 2009: Zapętleni
- 2010: Biuro (serial TV)
- 2010: Dziewczyna i chłopak – wszystko na opak
- 2010: Policja zastępcza
- 2011: High Road
- 2011: Pannice w opałach
- 2013: Figurantka (serial TV)
- 2013: Gorący towar
- 2014: Dolina Krzemowa (serial TV)
- 2014: Playing House (serial TV)
- 2015: Agentka
- 2016: Lepsze życie (serial TV)
- 2016: Ghostbusters: Pogromcy duchów
- 2016: Mascots
- 2017: Czwarta władza
- 2017: Lego Ninjago: Film
- 2020: Avenue 5 (serial TV)[1]